# Færøernes geografi
Færøernes 18 øer er Borðoy, Fugloy, Eysturoy, Hestur, Kalsoy, Koltur, Kunoy, Lítla Dímun, Mykines, Nólsoy, Sandoy, Skúvoy, Stóra Dímun, Streymoy, Suðuroy, Svínoy, Vágar og Viðoy.
Færøerne ligger på 62 grader nordlig bredde og på 7 grader vestlig længde i Nordatlanten mellem i syd Hebriderne, sydøst Shetland, øst Norge og nordvest Island.
Øernes beliggenhed gjorde, at man før i tiden var meget afhængig af, hvad jorden og det nære kystfiskeri kunne bringe til produktionen af de daglige livsfornødenheder. Med overgangen til de moderne fiskebåde blev det havets ressourcer, der angav muligheder og begrænsninger.
Øgruppen er med sine 18 øer og 11 holme, fra Enniberg på Viðoy i nord til Sumbiarsteinur syd for Suðuroy 118 km lang. Kystlinien strækker sig over 1.117 km. Særlig vestkysten er markant med sine høje, lodrette fuglefjelde direkte ud mod havet. Den gennemsnitlige fjeldhøjde er 300 m over havet. Slættaratindur (882 m) er det højeste fjeld. Kap Enniberg på Viðoy (754 m) er det største forbjerg i verden.
Der er intet sted mere end 5 km til nærmeste kyst. De fleste bebyggelser ligger beskyttet på østkysten ved bugter og fjorde, med undtagelse af Fámjin og Sumba, der er beskyttet af vestlige skær. Bygderne virker meget maleriske med huse i alle spektrets farver. Uden for de større byer har fårene ret til at færdes på vejene. Områderne er inddelt i zoner, og fåreriste i vejen sørger for, at fårene bliver i deres egne områder. Der gives stor bøde for at køre et får ihjel.
Samfærdselsstrukturen er baseret på et veludbygget vejnet kombineret med broer og tunneller gennem bjergstrukturer samt tunneller under havområder (Vågøtunnelen og Nordøtunnelen), der forbinder nærliggende øer. Den længste tunnel er den 6,3 km lange og op til 150 meter dybe Nordøtunnel, der blev indviet i 2006, hvorefter der er fast vejforbindelse fra Vágar i vest til Viðoy i øst og dermed også vejforbindelse mellem Færøernes to største by Torshavn og Klaksvik.

## Regioner
- Streymoy er den folkerigeste ø med Færøernes hovedstad Tórshavn, som med sin store havn, industri og kulturelle og administrative centrum er Færøernes centrale midtpunkt. Vestmanna på Streymoys vestkyst er kendt for fiskerihavnen, vandkraftværket og bådturene ud til de nærliggende fuglefjelde. Saksun og Tjørnuvík i nord og Kirkjubøur og Velbastaður i syd er steder, man som færøturist kan besøge. Til Stremoy-regionen hører også øerne Nólsoy i øst, Hestur og Koltur i vest. Streymoy er med en bro over sundet Sundini forbundet med Færøernes næststørste ø Eysturoy.

- Eysturoys metropol er kommunen Runavík og bygderne omkring den. Området er i stadig udvikling med nybyggeri og industri. Området syd for Runavík er velegnet til vandreture. Øens næststørste by, Fuglafjørður, er kendt for sin naturskønne beliggenhed og fiskeindustri. Leirvík var tidligere kendt for færgen til Klaksvík – siden 29. april 2006 Nordøtunnelen – og resterne af en vikingbosættelse. Eiði er en smukt beliggende bygd med en moderne fiskerihavn i nærheden af Færøernes højeste fjeld Slættaratindur på 882 m. I de naturskønne bygder Gjógv, Elduvík og Funningur kan man stadig fornemme, hvordan Færøerne så ud tidligere.

- Sandoy syd for Streymoy ligner ikke de andre øer. Fjeldene er ikke så høje. Øen har mange frugtbare indmarker og mange landbrug. Til regionen hører Skúvoy og Stóra Dímun, en af mest isolerede øer i Europa. Sandoys bygder er: Sandur, Skálavík, Skopun og Húsavík kommune med Dalur og Skarvanes.

- Norðoyar (Nordøerne) er: Kalsoy, Kunoy, Borðoy, Viðoy, Svínoy og Fugloy. Klaksvík på Borðoy er med sine 5.000 indbyggere den næststørste by på Færøerne og en vigtig industri- og havneby. Bygderne på Norðoyar er maleriske og naturskønne. Bygderne på Norðoyar er:
  - Kalsoy: Syðradalur, Húsar, Mikladalur og Trøllanes
  - Kunoy: Haraldssund, Kunoy og Skarð
  - Borðoy: Klaksvík, Ánir, Árnafjørður, Strond, Norðtoftir, Depil, Norðdepil, Skálatoftir og Múli.
  - Viðoy: Hvannasund og Viðareiði.
  - Svínoy: Svínoy bygd.
  - Fugloy: Kirkja og Hattarvík.

Viðareiði, Færøernes nordligste bygd, regnes blandt Færøernes smukkeste. Den er beliggende i en 1,5 km bred dalsænkning med høje fjelde i nord og syd. Kap Enniberg ved Viðareiði, er en af verdens højesre forbjerge.
- Vágar har gennem Vágartunnelen hurtig forbindelse til Streymoy. Vágar har Færøernes eneste lufhavn. Sandavágur, Miðvágur og Sørvágur er tre driftige bygder med en veludbygget fiskeindustri, havn og handelsliv. Bygderne Bøur og Gásadalur, har beholdt deres oprindelige udseende og er et yndet udflugtsmål.

Øen Mykines vest for Vágar er kendt for sin naturskønhed, det rige fugleliv og dens lille bygd.
- Suðuroy syd for Sandoy har to større havne beliggende i handelsbygderne Tvøroyri og Vágur (her startede fra ca. 1860 Færøernes moderne udvikling) og en række små bygder ved hav og fjord. Nævnt fra syd er det: Sumba, Víkarbyrgi, Akrar, Lopra, Porkeri, bygden Hov, Øravík, Fámjin, Froðba, Hvalba og Sandvík længst mod nord. Lítla Dímun øst for Sandvík er kun beboet af får og ejes af en fåreavlerforening i Hvalba.

Suðuroy har et veludbygget vejnet med let adgang til flotte landskaber og høje fjelde, som f.eks Beinisvørð nord for Sumba og Ásmundurstakkur vest for Sandvík. Hvalba (oversat til dansk: Hvalmarken) er den næstnordligste bygd på Færøernes sydligste ø Suðuroy.

## Galleri
- Borðoys og Kunoys forbjerge set fra Viðareiðis dal mod vest.
- Gásadalur set fra vest.
- Mykines set fra øst (Sørvágur) i oktober
- Bygden Hvalba på Færøerne